# Karnitki
Karnitki (deutsch Klein Karnitten) ist ein Ort in der polnischen Woiwodschaft Ermland-Masuren. Er gehört zur Gmina Miłomłyn (Stadt-und-Landgemeinde Liebemühl) im Powiat Ostródzki (Kreis Osterode in Ostpreußen).

## Geographische Lage
Karnitki liegt an der Ostseite des Kesselsees (polnisch Jezioro Koscioł) im Westen der Woiwodschaft Ermland-Masuren, 23 Kilometer südwestlich der einstigen Kreisstadt Mohrungen (polnisch Morąg) bzw. 15 Kilometer nordwestlich der heutigen Kreismetropole Ostróda (deutsch Osterode in Ostpreußen).
|  |

## Geschichte
Das Gutsdorf Klein Karnitten kam vor 1908 als Gutsbezirk zum Amtsbezirk Karnitten (polnisch Karnity) im ostpreußischen Kreis Mohrungen. 82 Einwohner zählte der Gutsort im Jahre 1910.
Am 30. September 1928 verlor der Gutsbezirk Klein Karnitten seine Eigenständigkeit und schloss sich mit den Gutsbezirken Groß Karnitten (polnisch Karnity) und Nosewitz (Mozgowo)  zur neuen Landgemeinde Karnitten zusammen.
Mit dem gesamten südlichen Ostpreußen wurde Klein Karnitten 1945 in Kriegsfolge an Polen überstellt. Der Ort erhielt die polnische Namensform „Karnitki“ und ist heute in die Gmina Miłomłyn (Stadt-und-Landgemeinde Liebemühl) im Powiat Ostródzki (Kreis Osterode in Ostpreußen) eingegliedert, bis 1998 der Woiwodschaft Olsztyn, seither der Woiwodschaft Ermland-Masuren zugehörig.

## Schloss Karnitten

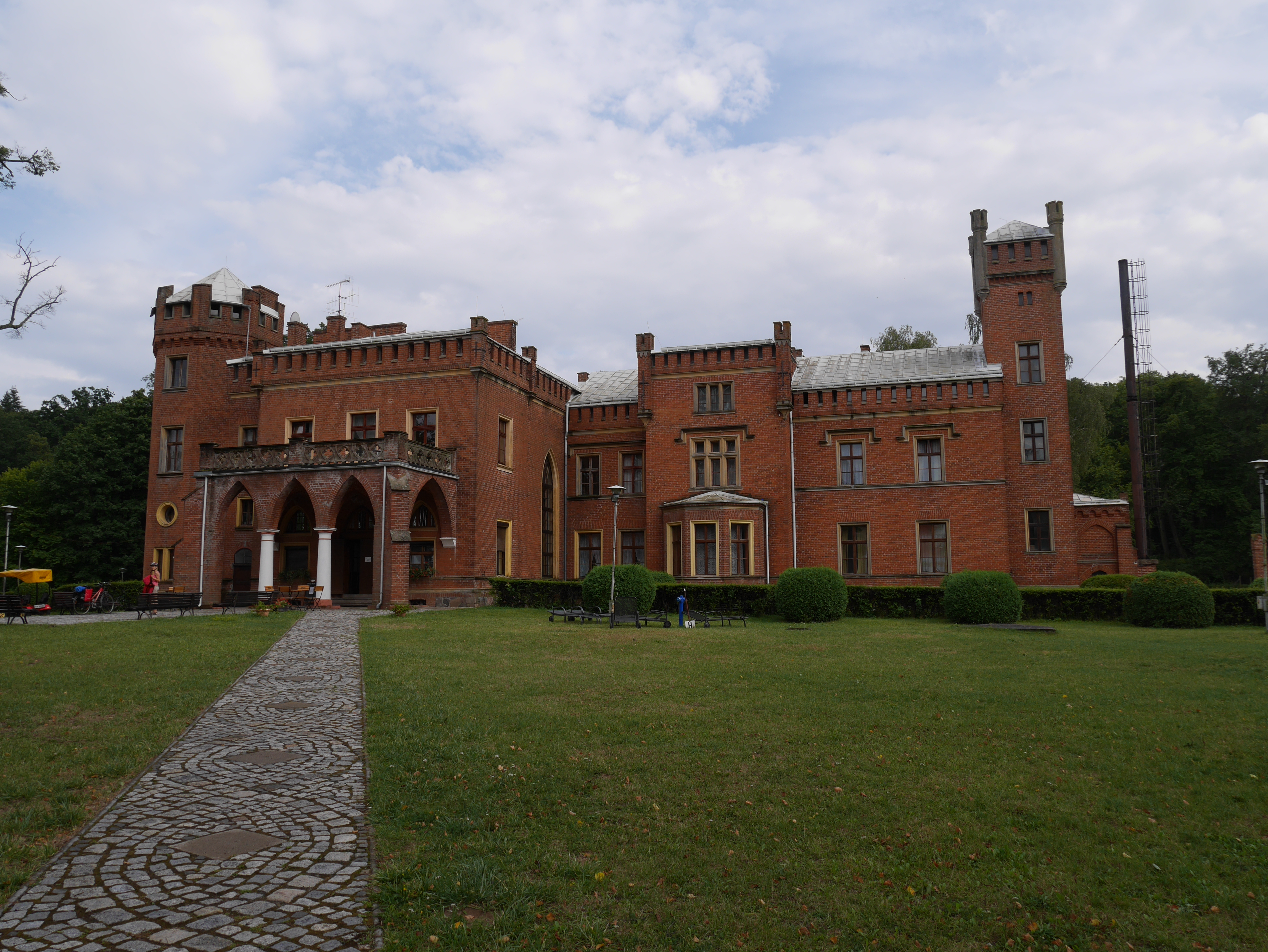
Schloss Karnitten

In Karnitki steht das 1856 im Tudorstil als romantisches Ensemble errichtete Schloss Karnitten.

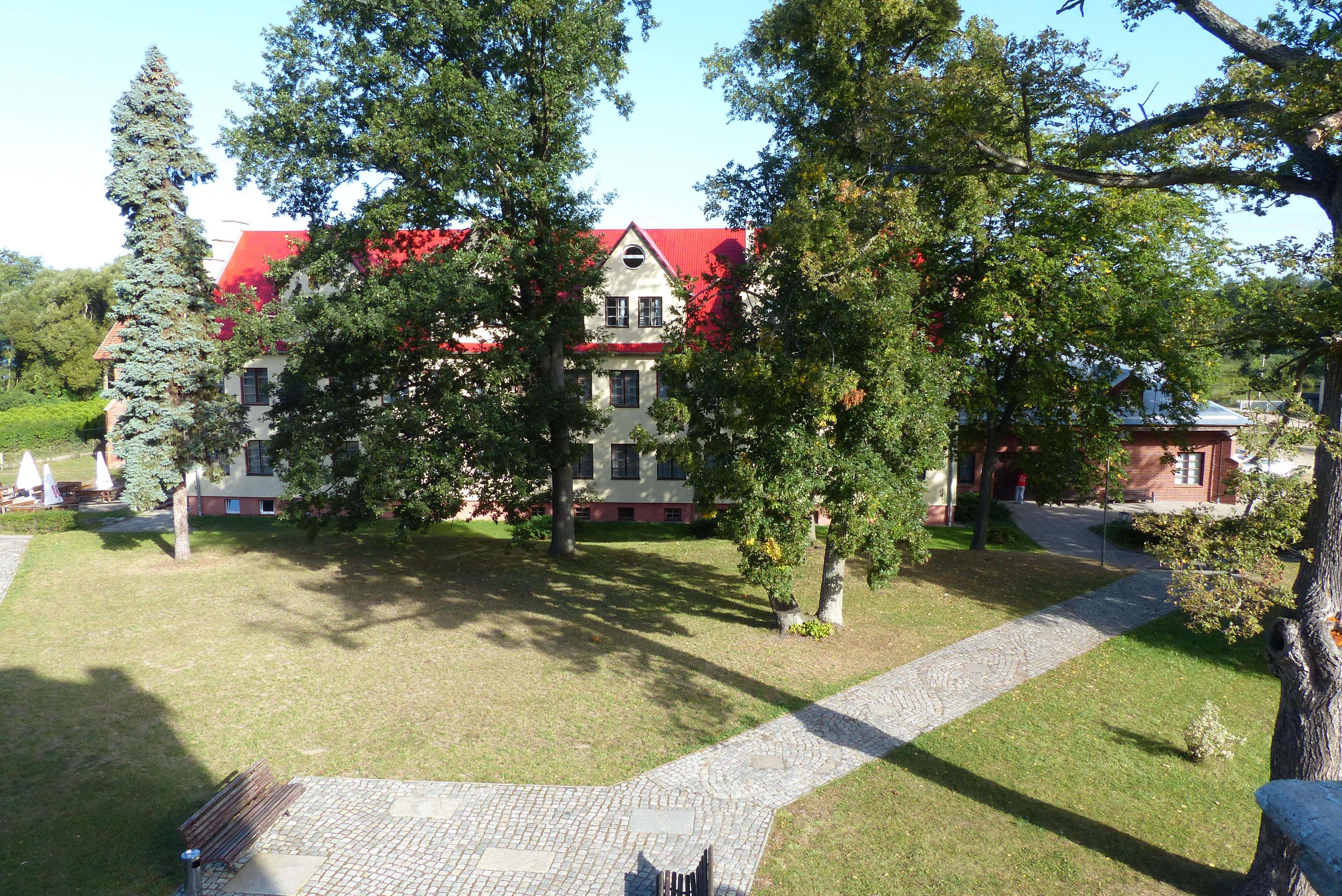
Schloss-Hotel Karnity in Karnitki

Gegenüber der Schlossanlage steht das frühere Gutsherrenhaus, das zum „Schloss-Hotel Karnity“ (Hotel Zamek Karnity) umfunktioniert worden ist.

## Kirche
Bis 1945 war Klein Karnitten in die evangelischen Kirche Schnellwalde (polnisch Boreczno) in der Kirchenprovinz Ostpreußen der Kirche der Altpreußischen Union, außerdem in die römisch-katholischen Kirche Mohrungen (polnisch Morąg) eingepfarrt.
Heute gehört Karnitki zur Kirchengemeinde Ostróda (Osterode i. Ostpr.) in der Diözese Masuren der Evangelisch-Augsburgischen Kirche in Polen sowie zur römisch-katholischen Pfarrei Boreczno (Schnellwalde) im Dekanat Miłomłyn (Liebemühl) der Diözese Elbląg (Elbing).

## Verkehr
Karnitki ist auf einer Nebenstraße von Karnity (Groß Karnitten) aus erreichbar. Eine Bahnanbindung besteht nicht.